# Mesec (priimek)
Mesec je priimek več znanih Slovencev:
- Ana Mesec, športna plesalka
- Anton Mesec (*1943), zdravnik nevrolog, prof. MF UL
- Blaž Mesec (*1940), psiholog in sociolog, socialni delavec (prof. FSD UL)
- Bojana Mesec, socialna delavka (predavateljica FSD UL)
- Dejan Mesec, harmonikar
- Gregor Mesec, oblikovalec zvoka, sodel. projektila Noodrung
- Janez Mesec (*1966), misijonar na Madagaskarju
- Jure Mesec, fagotist
- Luka Mesec (*1987), politolog in politik (Levica)
- Marjan Mesec (*1947), smučarski skakalec
- Miloš Mesec, športni delavec
- Polona Mesec, prevajalka humanistike, filozofinja, feministka
- Vedran Mesec (*1988), nogometaš